# Gustavo Baz

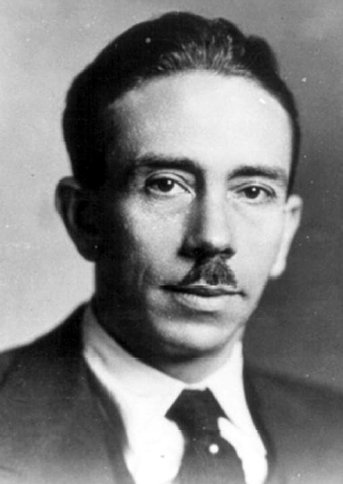
Gustavo Baz

Gustavo Baz Prada (Tlalnepantla, 31 januari 1894 - Mexico-Stad, 12 oktober 1987) was een Mexicaans politicus, revolutionair en medicus.
In 1914 sloot hij zich aan bij de Mexicaanse Revolutie in het Bevrijdingsleger van het Zuiden en werd hij, op 21-jarige leeftijd, tot gouverneur van Mexico benoemd. Hoewel hij maar een jaar regeerde heeft hij veel werk verricht. Hij moderniseerde het bestuur, verbeterde en promoveerde het onderwijssysteem en deelde naar Zapatistisch ideaal land uit onder de arme bevolking. Na de overwinning van de constitutionalisten tegen de aanhangers van Zapata trok hij zich tijdelijk terug uit de politiek, en richtte hij zich op zijn studie.
In 1935 werd hij tot hoofd van de Nationale School voor Medicijnen benoemd. Hij sloot zich aan bij de Institutioneel Revolutionaire Partij (PRI) waarmee zijn tweede politieke carrière begon. In 1940 benoemde president Manuel Ávila Camacho hem tot minister van gezondheid. Onder zijn ministerschap werd er met de grootschalige bouw van ziekenhuizen begonnen, waarvoor de Nationale Autonome Universiteit van Mexico (UNAM) hem een eredoctoraat toekende.
In 1957 werd Baz opnieuw gekozen tot gouverneur van Mexico. Opnieuw deed hij veel voor het onderwijs; zo stichtte hij onder andere de Universiteit van Toluca. Ook liet hij Ciudad Nezahualcóyotl erkennen. Van 1976 tot 1982 was hij senator. Hij overleed vijf jaar later.
- Biblioteca Nacional de España: XX1200423
- Bibliothèque nationale de France: cb14594830j (data)
- International Standard Name Identifier: 0000 0000 2900 5631
- Library of Congress Control Number: n84238314
- Système universitaire de documentation: 120826631
- Virtual International Authority File: 44549507
- WorldCat: E39PBJckVJDQW4WQmH4B47MMfq